# Рудкі (Шамотульський повіт)
Рудкі (пол. Rudki) — село в Польщі, у гміні Остроруґ Шамотульського повіту Великопольського воєводства.
Населення — 257 осіб (2011).
У 1975-1998 роках село належало до Познанського воєводства.

## Демографія
Демографічна структура станом на 31 березня 2011 року:
|          | Загалом | Допрацездатний вік | Працездатний вік | Постпрацездатний вік |
| -------- | ------- | ------------------ | ---------------- | -------------------- |
| Чоловіки | 140     | 27                 | 97               | 16                   |
| Жінки    | 117     | 22                 | 71               | 24                   |
| Разом    | 257     | 49                 | 168              | 40                   |